# Pilíř se sochou svatého Jana Nepomuckého (Šonov)
Pilíř se sochou svatého Jana Nepomuckého z roku 1799 stojí u domu čp. 37 v Šonově v okrese Náchod v Královéhradecký kraji. O původu a historii pomníku nebyly do roku 2001 nalezeny zádné písemné doklady. Na zadní straně pilíře je monogram a vročení:
M:E

17|99

nad ním je zápis o opravě díla:
Renov. 1891

von

August u. Maria

Meier

Socha svatého Jana Nepomuckého nesla ještě v roce 2001 zbytky barevných nátěrů, černá a bílá barva kněžského roucha, zbytky zlacení na svatozáři. Okolo roku 2005 byla socha restaurována.

## Galerie

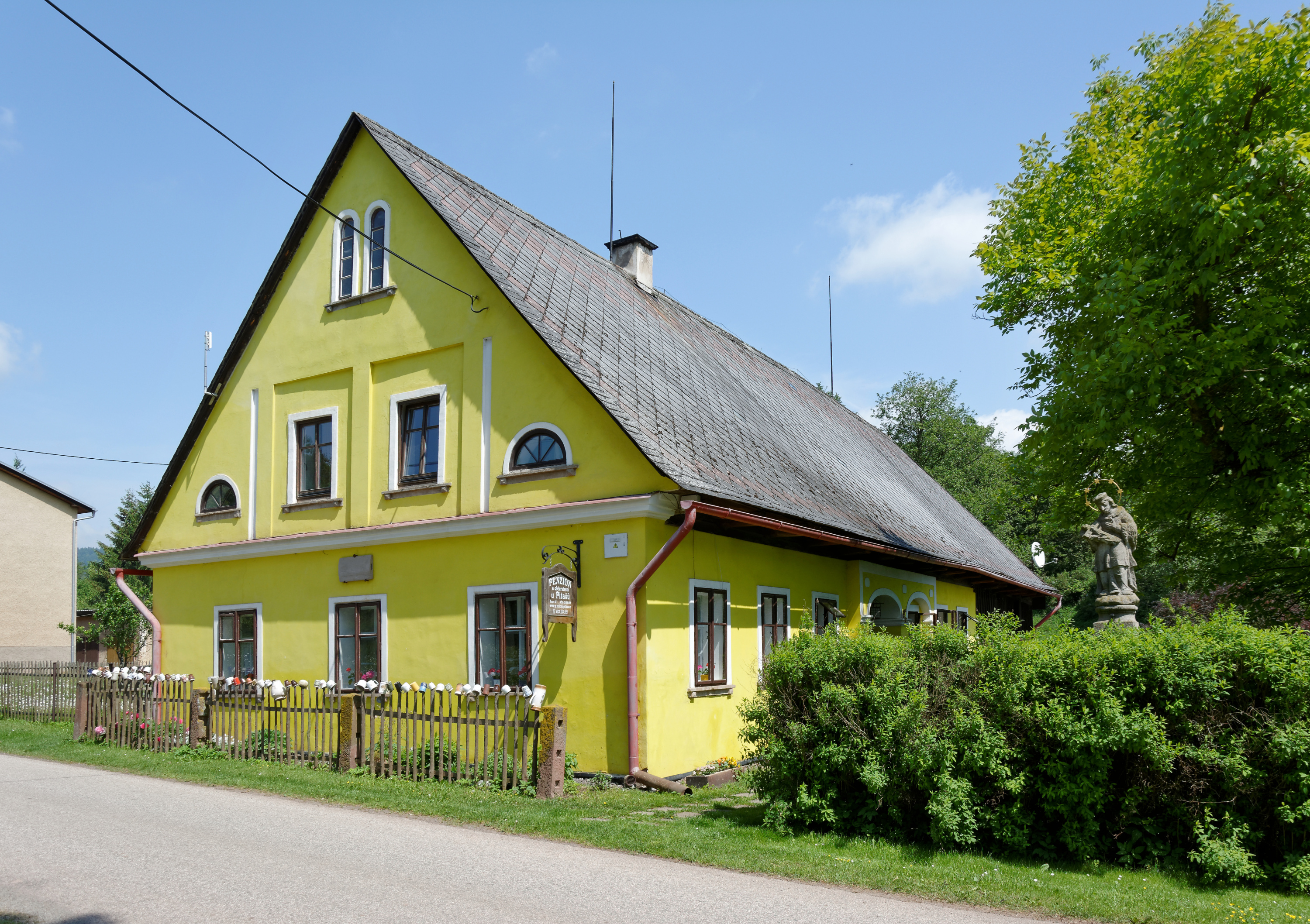
Pilíř se sochou svatého Jana Nepomuckého před domem čp. 37.
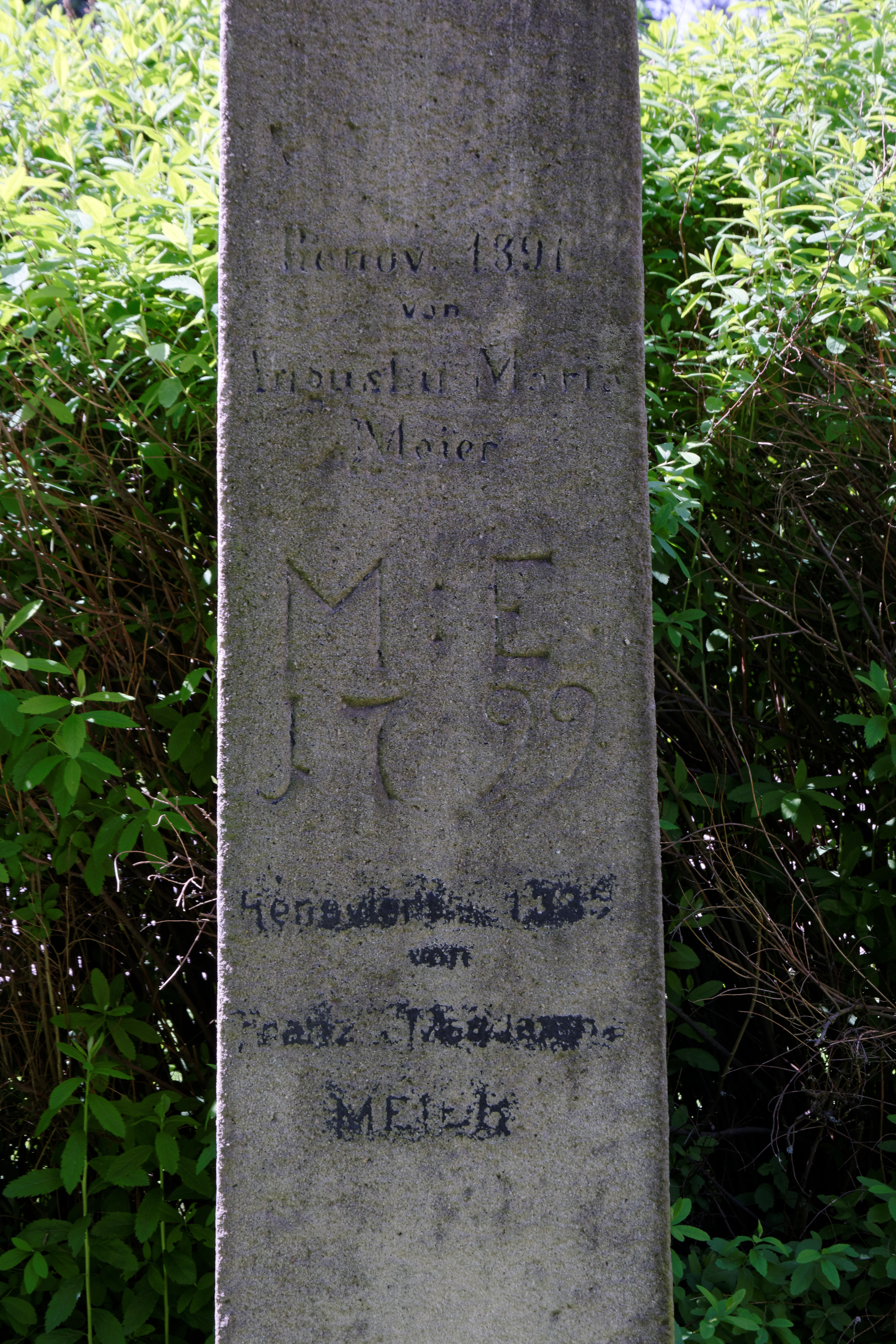
Nápisy na zadní straně pilíře.